# Euxoa petrina
Euxoa petrina är en fjärilsart som beskrevs av Mayer 1937. Euxoa petrina ingår i släktet Euxoa och familjen nattflyn. Inga underarter finns listade i Catalogue of Life.